# 加島祥全
加島 祥全（かじま しょうぜん、1959年6月12日 - ）は、日本の俳優。千葉県出身。エレメンツ所属。劇場「APOCシアター」のオーナー。
身長175cm。体重67kg。趣味はクラウン芸（パントマイム）、英会話、サックス、歌唱。特技は乗馬、サッカー。

## 出演

### 映画
- 鹿鳴館（1986年）
- 親鸞 白い道（1987年）
- 裸足のピクニック（1993年）

### テレビ
- 太平記（1991年）
- 徳川慶喜（1998年） - 水戸藩士、甲冑の侍
- はぐれ刑事純情派（2002年）
- 武蔵 MUSASHI（2003年）
- 特命係長 只野仁（2003年）
- 美しい罠（2006年）
- 水曜ミステリー9 鉄道警察官・清村公三郎5（2008年）
- 月曜ゴールデン 森村誠一サスペンスシリーズ7（2008年） - 二村
- 俺の空 刑事編（2011年） - 米田伸夫

### 舞台
- オグリ

### オリジナルビデオ
- ギャングスター